# 江坂輝弥
江坂 輝弥（えさか てるや、1919年12月23日 - 2015年2月8日）は、日本の考古学者。慶應義塾大学名誉教授。なお本名の正式な表記は「輝彌」である。

## 略歴
東京生まれ。慶應義塾大学文学部史学科卒業。慶應義塾大学文学部助教授、1971年教授。1982年「縄文土器文化研究序説」で慶應義塾大学より文学博士の学位を取得。1985年定年退任、名誉教授、松阪大学教授。1996年退職。縄文土器、石器時代の日本と大陸との交流について研究。1966年、坂詰秀一、芹沢長介と『考古学ジャーナル』を創刊。
2015年2月8日、老衰のため死去。95歳没。

## 著書
- 考古学ノート 第2 先史時代 第2(縄文文化) 日本評論新社 1957
- 土偶 校倉書房 1960
- 日本文化の起源 縄文時代に農耕は発生した 1967 (講談社現代新書)
- 縄文土器の世界 至誠堂 1969 (日本の国ができるまで)
- 縄文土器文化研究序説 六興出版 1982.1
- 化石の知識 貝塚の貝 東京美術 1983.12 (考古学シリーズ)
- 考古学の知識 東京美術 1986.11 (考古学シリーズ)
- 日本の土偶 六興出版 1990.3

## 共編著
- 石神遺跡 円筒土器文化の編年的研究 ニュー・サイエンス社 1970
- 縄文時代の考古学 シンポジウム 司会・編集 学生社 1972
- 是川遺跡出土遺物報告書 保坂三郎、清水潤三共著 八戸市教育委員会 1972
- 古代史発掘 2 縄文土器と貝塚 縄文時代 1 講談社 1973
- 古代史発掘 3 土偶芸術と信仰 縄文時代 2 野口義麿共編 講談社 1974
- 日本の美術 2 縄文式土器 小学館 1975 (ブック・オブ・ブックス)
- 韓国の古代文化 学生社 1978.12
- 日本考古学小辞典 芹沢長介、坂詰秀一共編 ニュー・サイエンス社 1983.9
- <ビジュアル版>世界の歴史 1 文明の誕生 大貫良夫共著 講談社 1984.10
- 古代人の暮らしをさぐる 渡辺誠と監著 福武書店 1986.7 (日本人はどこからきたかシリーズ)
- 先史・古代の韓国と日本 斎藤忠共編 築地書館 1988.6
- 装身具と骨角製漁具の知識 渡辺誠共著 東京美術 1988.5 (考古学シリーズ)